# Helictochloa
Helictochloa es un género de gramíneas perennes anteriormente incluidas en el género Avenula.  

## Taxonomía
El género fue descrito por Romero Zarco
- Helictochloa adsurgens (Simonk.) Romero Zarco
- Helictochloa aetolica (Rech. fil.) Romero Zarco
- Helictochloa agropyroides (Boiss.) Romero Zarco
- Helictochloa albinervis (Boiss.) Romero Zarco
- Helictochloa armeniaca (Schischk.) Romero Zarco
- Helictochloa blaui (Asch. & Janka) Romero Zarco
- Helictochloa bromoides (Gouan) Romero Zarco
- Helictochloa cincinnata (Parl.) Romero Zarco
- Helictochloa cintrana (Röser) Romero Zarco
- Helictochloa compressa (Heuff.) Romero Zarco
- Helictochloa crassifolia (Font Quer) Romero Zarco
- Helictochloa dahurica (Kom.) Romero Zarco
- Helictochloa gervaisii (Holub) Romero Zarco
- Helictochloa hackelii (Henriq.) Romero Zarco
- Helictochloa hookeri (Scribn.) Romero Zarco
- Helictochloa levis (Hackel) Romero Zarco
- Helictochloa lusitanica (Romero Zarco) Romero Zarco
- Helictochloa marginata (Lowe) Romero Zarco
- Helictochloa murcica (Holub) Romero Zarco
- Helictochloa planiculmis (Schrad.) Romero Zarco
- Helictochloa praeusta (Rchb.) Romero Zarco
- Helictochloa pratensis (L.) Romero Zarco
- Helictochloa pruinosa (Hackel & Trabut) Romero Zarco
- Helictochloa × 􏰀talaverae (Romero Zarco) Romero Zarco
- Helictochloa versicolor (Vill.) Romero Zarco